# 徐可行
徐可行（1575年—1619年），字克敏，號心如，廣西南寧府宣化縣人，民籍，明朝政治人物。

## 生平
萬曆二十二年（1594年）甲午科廣西鄉試第七名舉人，三十二年（1604年）中式甲辰科會試第二百二十一名，三甲第六十五名進士。曾任龍陽縣儒學教諭，刑部觀政，授山西寧鄉縣知縣，三十四年任山西鄉試同考官，三十七年升戶部主事，十月差滸墅鈔關，四十年任河南鄉試副考官，拔舉人八十名，皆為名流。四十二年丁母憂，四十七年六月補戶部江西司員外郎，七月升浙江司郎中，卒祀鄉賢。